# 에이드리엔 리치

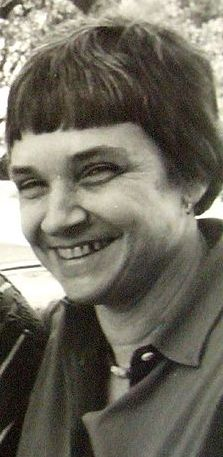
1980년 모습

에이드리엔 세실 리치(영어: Adrienne Cecile Rich, 1929년 5월 16일 ~ 2012년 3월 27일)은 미국의 시인, 수필가였다. "20세기 후반의 가장 널리 읽히고 영향력 있는 시인 중 한 명"으로 불렸고 , "여성과 레즈비언에 대한 억압을 시적 담론의 최전선으로" 가져온 것으로 평가되었다.
그녀의 첫 시집인 A Change of World는 유명한 시인 WH Auden에 의해 Yale Series of Younger Poets Award에 선정되었다. Auden은 출판된 책에 대한 소개를 계속 작성했다. 뉴트 깅리치 하원 의장이 National Endowment for the Arts에 대한 자금 지원을 중단하자는 투표에 항의 하면서 National Medal of Arts를 거부한 것으로 유명하다.

## 생애
1929년 5월 16일 메릴랜드주 볼티모어 두 자매 중 맏이로 태어났다. 그녀의 아버지, 병리학자인 Arnold Rice Rich는 존스 홉킨스 의과 대학 의 병리학 학장이었다. 그녀의 어머니, 헬렌 엘리자베스 (존스) 리치, 피아니스트 및 작곡가였다. 그녀의 아버지는 유대인 가정 출신이었고, 그녀의 어머니는 남부 개신교도였다. 소녀들은 기독교인으로 자랐다. Adrienne Rich의 초기 시적 영향은 그녀가 시를 읽을 뿐만 아니라 자신의 시를 쓰도록 격려한 그녀의 아버지로부터 비롯되었다. 문학에 대한 그녀의 관심은 아버지의 도서관에서 촉발되어 여러 작가들의 작품을 읽었다. 그녀의 아버지는 야망이 있었고 "신동을 만들 계획"이었다.
1953년 리치는 학부 시절 만난 하버드 대학교 경제학과 교수인 Alfred Haskell Conrad와 결혼했다. 그녀는 경기에 대해 이렇게 말했다. "나는 부분적으로 첫 번째 가족과 단절할 더 좋은 방법을 몰랐기 때문에 결혼했다. 나는 내가 볼 수 있는 모든 것을 가능한 한 완전한 여성의 삶으로 원했다." 그들은 매사추세츠주 케임브리지에 정착했고 세 아들을 두었다. 1955년에 그녀는 두 번째 책인 The Diamond Cutters를 출판했는데, 그녀는 "많은 시들이 믿을 수 없을 정도로 파생된 것"이라며 "다시 제작해야 하는 압박감이... 나는 여전히 시인이었다." 그 해에 그녀는 미국 시 협회(Poetry Society of America)로부터 Ridgely Torrence Memorial Award를 수상했다. 그녀의 세 자녀는 1955년(데이비드), 1957년(파블로), 1959년(제이콥)에 태어났다.
1960년대는 리치의 삶에 변화의 시기가 시작되었다. 그녀는 국립 예술 문학 연구소 상(1960), 네덜란드 경제 연구소에서 근무한 두 번째 구겐하임 펠로우십(1961), 네덜란드어 번역을 위한 볼링겐 재단 보조금을 받았다. 시(1962). 1963년 Rich는 그녀의 세 번째 컬렉션인 Snapshots of Daughter-in-Law 를 출판했는데, 이는 1950년대에 아내와 어머니로서 겪었던 증가하는 긴장을 반영하여 그녀의 여성 정체성을 조사하는 훨씬 더 개인적인 작업이었다. 리치의 스타일과 주제. 1982년 그녀의 에세이 "Split at the Root: An Essay on Jewish Identity"에서 Rich는 "모성의 경험은 결국 나를 급진화하게 만들었다"고 말한다. 책은 가혹한 리뷰를 만났다. 그녀는 "저를 '쓰럽다', '개인적'으로 비춰 주셨고, 개인적으로 실격을 당하게 되었고, 정말 의기소침해져서 너무 떨렸다. . . 손목을 찰싹 때렸다는 사실을 깨닫고 다시는 그런 시도를 하지 않은지 오래다."
1966년 가족을 뉴욕으로 이사한 Rich는 신좌파에 연루되어 반전, 시민권, 페미니스트 운동에 깊이 관여하게 되었다. 그녀의 남편은 뉴욕 시립 대학에서 교수직을 맡았다. 1968년에 그녀는 베트남 전쟁에 반대하여 세금 납부를 거부하겠다고 맹세 하는 "작가와 편집자 전쟁 세금 항의" 서약에 서명했다. 이 시기의 그녀의 컬렉션에는 시적 형식에 대한 점점 더 급진적인 정치적 내용과 관심을 반영하는 삶의 필수품 (1966), 전단지 (1969) 및 변화 의지(1971)가 있다.

## 같이 보기
- 미국 철학